# Danica Muscat
Danica Muscat (* September 1996 in Malta) ist eine maltesische Sängerin und Songwriterin.

## Leben
Danica Muscat wurde im September 1996 in Malta geboren. Im Alter von drei Jahren bekam sie ihren ersten Gesangsunterricht. Die Sängerin wirkte bei Festivals wie dem Ti Amo Festival in Rumänien, dem Tralcio D’Oro Festival in Bari, dem Asteriks Festival in Mazedonien und dem Carpathia Festival in Polen mit. 2010 nahm sie an der Castingshow Io Canto teil und trat mit international bekannten Künstlern wie Ornella Vanoni, Ron, Pierdavide Carone, The Priests auf. Vier Jahre später war sie Teil des Summer Hit Contest. 2011 bis 2014 nahm Muscat an Konkors Kanzunetta Indipendenza teil und erreichte jedes Jahr die Live-Shows.
2006 nahm sie erstmals am maltesischen Vorentscheid für den Junior Eurovision Song Contest mit dem Lied Play Your Violin teil, gewann diesen aber nicht. Im Jahr darauf war sie mit dem Lied Stolen, welches an das entführte Mädchen Madeleine McCann erinnern sollte, die Zweitplatzierte bei der Vorentscheidung. 2012 erreichte sie mit ihrem Lied 7 Days das Finale von Malta Eurovision Song Contest, dem Vorentscheid für den Eurovision Song Contest. Ein Jahr später nahm sie erneut mit dem Song Fantasy teil. Bei Malta Eurovision Song Contest 2015 schaffte sie es in das Halbfinale, welches am 21. November 2014 im Marsa Shipbuilding in Marsa, Malta stattfand. Sie kam mit dem Lied "Close your eyes" jedoch nicht über das Halbfinale hinaus.
Auch 2016 schaffte sie es nicht ins Finale und schied mit "Frontline" im Halbfinale am 22. Januar aus.
Heute studiert Muscat Betriebswirtschaft und Maltesisch am Malta College of Arts, Science and Technology. Sie hat einen Sohn.

## Diskografie
- 2006: Play Your Violin
- 2007: Stolen
- 2012: 7 Days
- 2013: Fantasy
- 2014: Close Your Eyes
- 2015: Frontline